# Чарниодискусы
Чарниоди́скусы (лат. Charniodiscus) — род примитивных многоклеточных животных из типа петалонам, существовавших в эдиакарском периоде. Раньше их сближали с кишечнополостными, в первую очередь — с коралловыми полипами.

## История изучения
Окаменелости чарниодискусов впервые были обнаружены в 1958 году в Великобритании на возвышенности Чарнвуд-Форест английским палеонтологом Т. Фордом. Название организма (Charniodiscus concentricus), не соответствующее его настоящему строению, объясняется тем, что Форд первоначально описал след органа прикрепления, представлявший собой двойной концентрический круг. Листовидное утолщение было обнаружено позднее при сопоставлении различных отпечатков.

## Описание

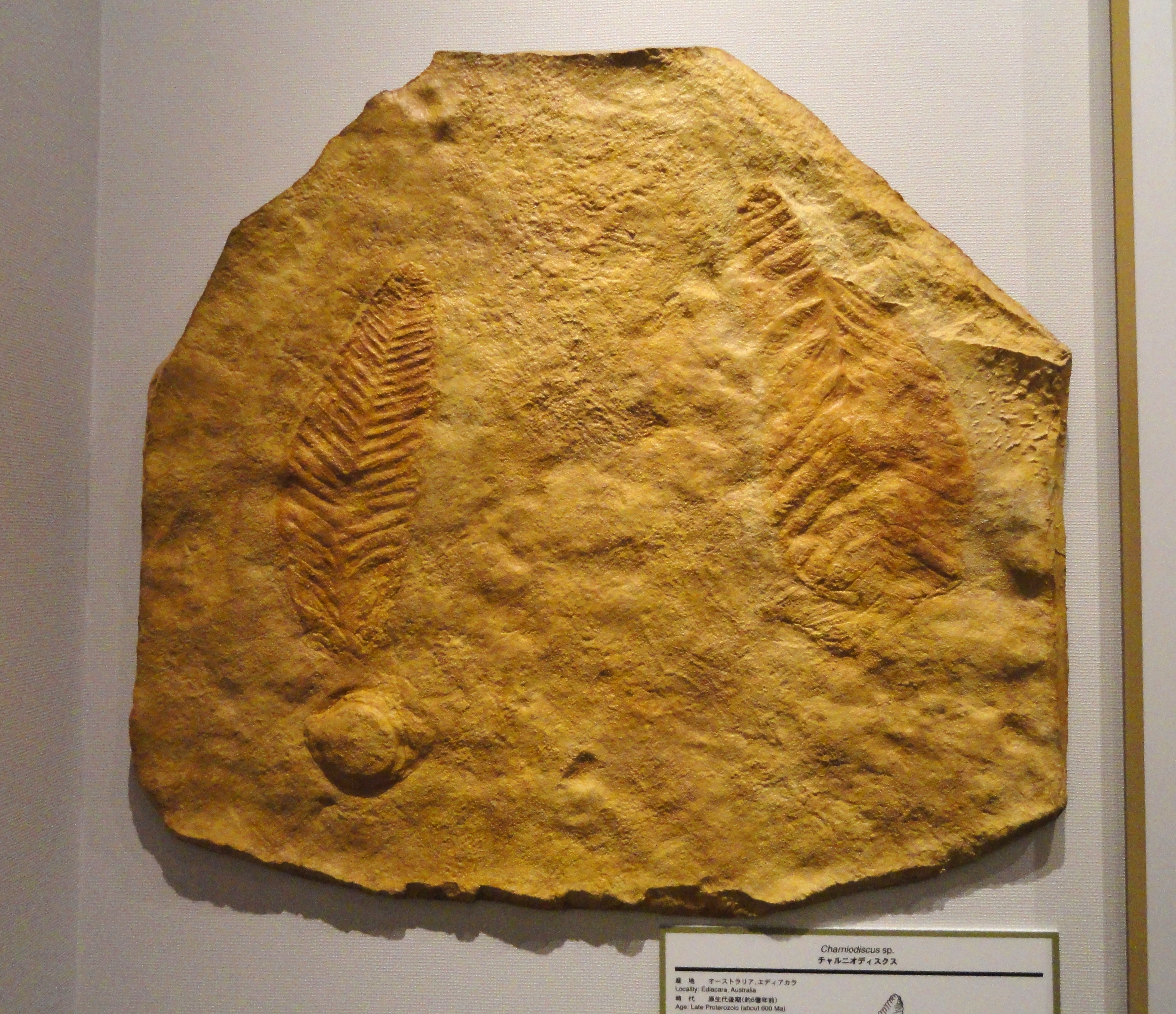

Тело чарниодискусов и некоторых родственных форм напоминало по форме перо, что и вызывает у многих палеонтологов ассоциацию с мягкими кораллами — так называемыми морскими перьями. Оно состояло из центрального ствола длиной около 15—50 см и боковых сегментов. Примечательно, что сегменты правой и левой сторон были не строго парными, а располагались с некоторым смещением. В основании стебля располагался уплощенный диск, который, как полагают был погружен в мягкий грунт и удерживал чарниодискуса на месте. Никаких скелетных образований у чарниодискусов не найдено. Не найдены и следы щупалец, которые всегда есть у коралловых полипов. Обычно предполагают, что чарниодискусы жили, прикрепившись ко дну диском и держа свои перистые тела вертикально в толще воды, отфильтровывая из неё пищевые частицы. Однако существует и другое мнение, что чарниодискусы лежали на дне плашмя, а их тела были прозрачными и населенными колониями симбиотических одноклеточных водорослей, за счет которых животные и питались.

## Классификация

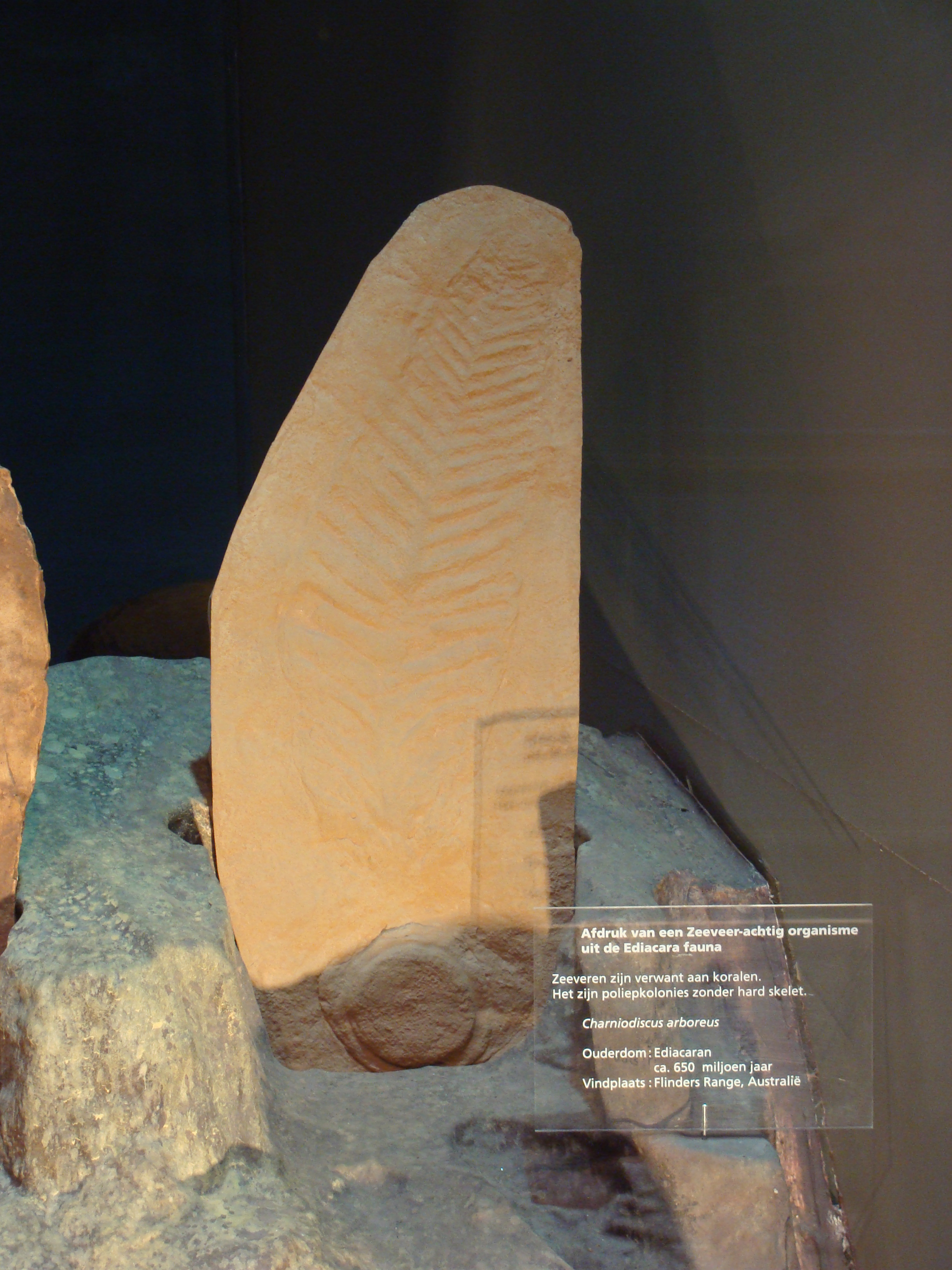
Charniodiscus arboreus

Виды чарниодискусов различаются количеством сегментов, наличием или отсутствием периферического гребня, пропорциями тела.
По данным сайта Paleobiology Database, на декабрь 2019 года в род включают 6 вымерших видов:
- Charniodiscus arboreus Glaessner, 1959
- Charniodiscus concentricus Ford, 1958typus
- Charniodiscus longus Glaessner & Wade, 1966 [syn. Rangea longa Glaessner & Wade, 1966]
- Charniodiscus oppositus Jenkins & Gehling, 1978
- Charniodiscus procerus Laflamme et al., 2004
- Charniodiscus spinosus Laflamme et al., 2004

### Charniodiscus arboreus
Длина Charniodiscus arboreus оставляет от 15 до 50 см. Ископаемые остатки вида найдены в Эдиакарских горах, в слоях, датированных 585—555 млн лет назад.